# Salón de la Plástica Mexicana
Salón de la Plástica Mexicana és una institució dedicada a la promoció de l'art contemporani mexicà. Es va establir en 1949 com una galeria de vendes lliures. La seva primera ubicació va ser al Centre Històric de la Ciutat de Mèxic i actualment es troba a Colonia Roma. El Salón de la Plástica Mexicana compta amb aproximadament 400 artistes membres reconeguts i realitza múltiples exposicions cada any. Funciona de forma autònoma, encara que també és part de l'Instituto Nacional de Bellas Artes.

## Organització

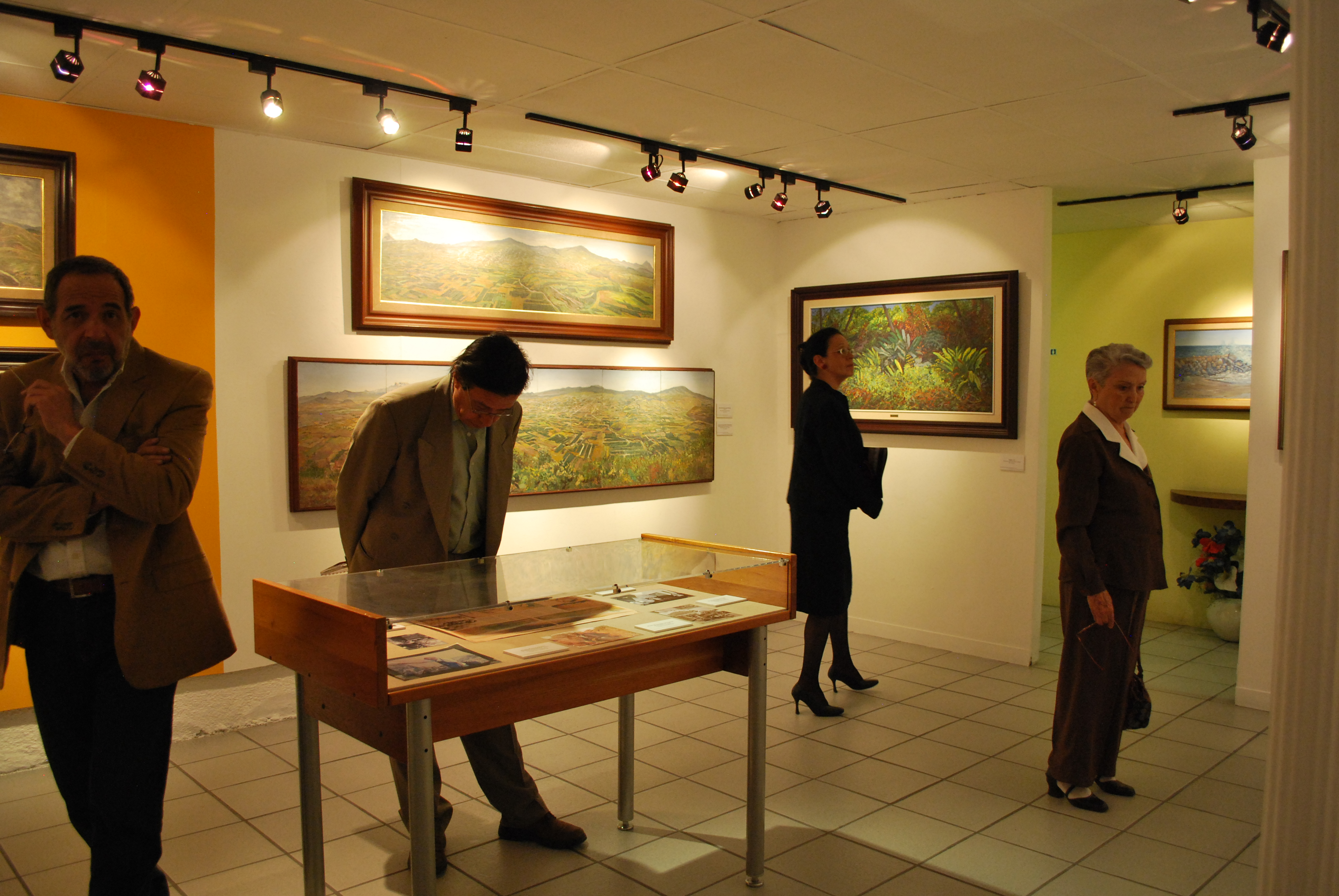
Escena dins del lloc a Colonia Roma durant una exposició dedicada al paisatgista Nicolás Moreno.

Des de la seva inauguració en 1949, l'objectiu principal del Salón de la Plástica Mexicana és el de promoure el treball d'artistes mexicans, la creació d'un mercat més ampli i més actiu per a l'art mexicà, amb èmfasi en obres d'estil contemporani Les obres normalment s'ofereixen a preus baixos, inclouen dibuixos, gravats, aquarel·les i olis. La idea és promoure l'art tant al públic en general, així com a grans col·leccionistes ínicialment, un dels seus propòsits era vendre les obres d'art cobrar als artistes però avui dia això és poc comú.
És una dependència de l'Instituto Nacional de Bellas Artes, però funciona de forma autònoma. Compta amb dues seus, la primera es troba al carrer de Donceles, situada en el Centre Històric de la Ciutat de Mèxic (tancada per remodelació) i la segona en una casa antiga al carrer de Colima de la Colonia Roma.
El Saló ha estat una font important d'obres per a altres institucions com el Museo de Arte Moderno de México. Compta amb el seu propi patrimoni d'art contemporani que s'incrementa cada any. És una dependència de l'Institut Nacional de Belles arts amb l'objectiu de tenir un espai nacional d'arts plàstiques. La institució rep una mitjana de 400 visites per dia.

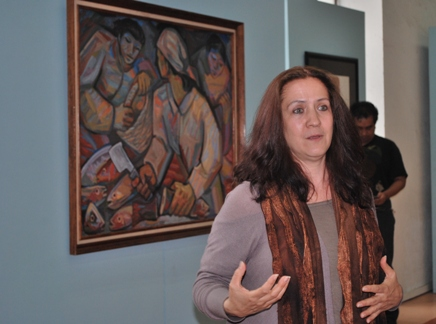
Cecilia Santacruz exposa sobre una obra d'Alfredo Zalco a l'esdeveniment “Origen de un Acervo”

El Saló està conformat per aproximadament 400 artistes membres, que han estat seleccionats d'acord amb el seu treball i trajectòria. Tots els membres són artistes reconeguts que van ser seleccionats mitjançant el seu treball i preparació. La coordinadora general és Cecilia Santacruz.
Des dels seus inicis el Salón ha mantingut una llista dels millors artistes mexicans que inclou Ignacio Aguirre, David Alfaro Siqueiros, Raúl Anguiano, Luis Arenal Bastar, Dr. Atl, Abelardo Ávila, Angelina Beloff, Alberto Beltrán, Ángel Bracho, Celia Calderón, Federico Cantú, Fernando Castro Pacheco, José Chávez Morado, Erasto Cortés Juárez, Olga Costa, Dolores Cueto, Germán Cueto, Gonzalo de la Paz Pérez, Francisco Dosamantes, Jesús Escobedo, Arturo García Bustos, Jorge González Camarena, Jesús Guerrero Calvan, Xavier Guerrero, Frida Kahlo, Agustín Lazo, Amador Lugo, Leopoldo Méndez, Carlos Mérida, Gustavo Montoya, Francisco Mora, Nicolás Moreno, Nefero, Luis Nishizawa, Juan O'Gorman, Pablo O'Higgins, Carlos Orozco Romero, Luis Ortiz Monasterio, Feliciano Peña, Fanny Rabel, Everardo Ramírez, Jesús Reyes Ferreira, Manuel Rodríguez Lozano, Diego Rivera, Antonio Ruiz, Juan Soriano, Rufino Tamayo, Cordelia Urueta, Héctor Xavier, Desiderio Hernández Xochitiotzin i Alfredo Zalce.
El Saló realitza múltiples exposicions al llarg de l'any, sovint en col·laboració amb altres institucions com per exemple la Universidad Autónoma Metropolitana i la Secretaría de Gobernación. També ha portat mostres fora del seu recinte de la Colònia Roma com l'exposició Universo Gráfico a la Universidad Americana de Acapulco. La Majoria de les exposicions estan planejades com a individuals però també hi ha exposicions col·lectives temàtiques. Aquestes inclouen una dedicada a la Ciutat de Mèxic,a l'Acueducto de Fray Tembleque a Otumba de Gómez Farías i una exposició de 2009 dedicada al Dia de difunts.
Ha participat en el Corredor Cultural Roma Condesa, un esdeveniment que promou la cultura i la gastronomia que ofereix la colònies Roma y Condesa.

## Història

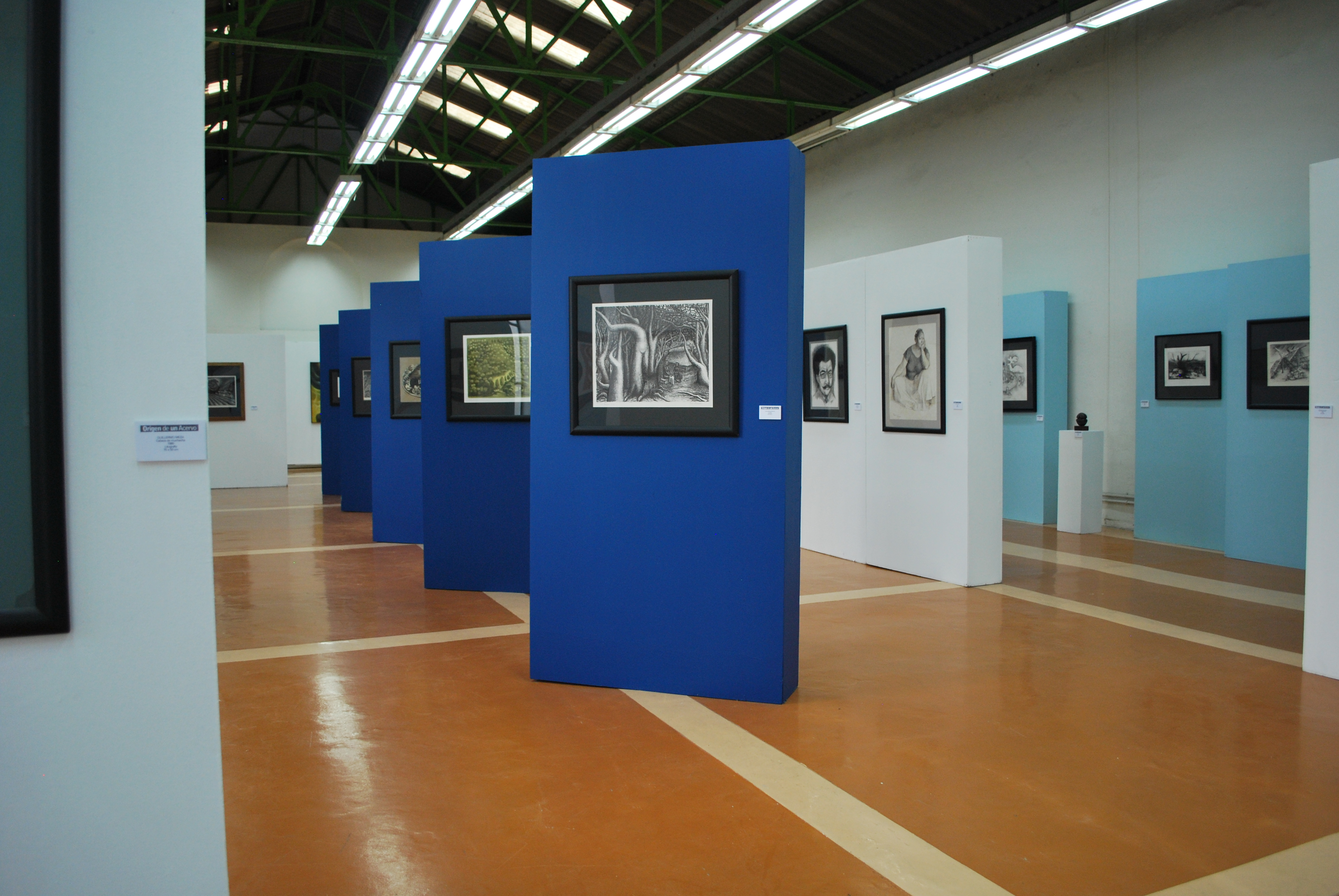
Vista de l'exhibició Origen de un Acervo, grup d'obres de membres del Salón en suport dels treballadors de l'empresa Pascual Boing

Va ser fundada en 1949, amb l'objectiu d'exhibir obres representatives de les arts plàstiques mexicanes. És el resultat d'un esforç del govern de Mèxic per promoure les arts plàstiques, començant amb cinquanta-dos membres fundadors. Entre ells Fernando Castro Pacheco, Arturo García Bustos, Rina Lazo i Luis Nishizawa continuen en actiu en l'organització.
Al llarg de la seva història, ha exhibit obres de centenars de pintors, escultors, gravadors, dibuixants, terrissaires i fotògrafs de diferents moviments i generacions Va tenir exposicions de les obres de Diego Rivera, David Alfaro Siqueiros, Gerardo Murillo “Dr Atl”, Frida Kahlo, Rufino Tamayo, Jorge González Camarena, Leopoldo Méndez, Carlos Mérida, Pablo O´Higgins, Francisco Moreno Capdevila, Juan O´Gorman, José Chávez Morado, Adolfo Mexiac, Alfredo Zalce, Manuel Álvarez Bravo, Héctor García i Francisco Zúñiga.
Històricament el Salón no està dinso del Palacio de Bellas Artes, als seus inicis s'ubicava a l'Antiga galeria Mont–Orendáin al Centre històric de la Ciutat de Mèxic, amb horari obert fins a les 10 de la nit, excepte els dilluns. La seva primera directora va ser Susana Gamboa i la seva primera exposició va ser de pintures de Feliciano Peña, un dels primers artistes que es va separar del Muralisme mexicà que era dominant en aquell temps. Poc després, va tenir exposicions de les obres de Cecilia Calderón i Fernando Castro Pacheco. Les seves regles originals eren molt estrictes amb el propòsit de tenir control de la qualitat, els artistes tenien lliurar les seves obres al grup de jutges que incloïa el cap del Departament d'Arts Plàstiques, els directors de l'Escola de Pintura i Escultura i l'Escuela Nacional de Artes Plásticas, el president de l'Asociación de Críticos e Investigadores de las Artes Plásticas i el director del Salón. Durant les seves primeres tres anys, va tenir guanys de més de mig milió de pesos, amb la majoria de les vendes d'obres de Rufino Tamayo, Luis Nishizawa, Guillermo Meza, Carlos Orozco Romero, Raúl Anguiano, Ignacio Beteta, José Chávez Morado, Juan Soriano, Juan O'Gorman, Olga Costa, Federico Cantú, Gustavo Montoya i Fanny Rabel. Dos pintors notables que no van tenir molt èxit de vendes al Salón van ser Alberto Beltrán i Leopoldo Méndez.
Al Salón també va començar a col·leccionar obres d'art, les primeres són El abrazo de Amor de Frida Kahlo, El pescador d'Alfredo Zalce, El pintor d'Agustín Lazo i La niña con vestido a cuadros de Gustavo Montoya.
En els anys 70, hi havia rivalitats amb les noves generacions d'artistes que qüestionaven les generacions anteriors. També el mercat de l'art era molt competitiu, i això obliga a la reorganització de la institució. Va obrir un altre situat en Colonia Roma, que avui és la seu principal.
En el 2009 el Saló va celebrar seixanta anys d'existència i es va reorganitzar gràcies a la labor de la seva directora Cecilia Santacruz. Havia deixat de ser l'indicador principal del món d'art mexicà i calia actualitzar. També van manifestar una obertura a nous artistes i mercats, convertint-se en un fòrum per a la promoció i publicitat. La reorganització va incloure la integració de noves tecnologies per a la publicitat i la unificació dels dissenys dels catàlegs.